# Nomografie
Nomografia se ocupă cu calcule făcute pe cale grafică. Nomografia este disciplina matematică având ca obiect întocmirea și folosirea nomogramelor. Concret, nomografia este teoria efectuării de calcule pe cale grafică, și ea dezvoltă reprezentări grafice cu dependențele funcționale dintre trei sau mai multe mărimi variabile, implicate în calcule, dintre care cel puțin două sunt date, cunoscute. Respectivele reprezentări grafice sunt numite foi (fișe) grafice de calcul, sau nomograme. O nomogramă „lucrează” totdeauna numai cu valori aproximative ale variabilelor date sau rezultate și este într-o anumită măsură, un tabel de calcul grafic. Un astfel de tabel de calcul grafic, este mai comod (mai puțin pretențios) decât un tabel de calcul cu variabile (mărimi) date numeric (numai prin cifre). Aceasta se explică prin faptul că, nomogramele exclud de la sine posibilitatea unor valori interpolare a variabilelor (prezente în calculele cu tabele numerice), și prin aceea că ele ocupă mai puțin spațiu, graficele fiind mai „concentrate” (pe hârtie) decât tabelele numerice de calcul. Elementele de bază în alcătuirea nomogramelor sunt drepte și/sau curbe prevăzute cu diviziuni. De pe ele se pot citi direct, sau prin rigle "cititoare" auxiliare valoarea unei variabile (căutată) în funcție de valorile altor două sau mai multe variabile date în nomogramă prin drepte și/sau curbe (cu diviziuni). Aplicațiile nomografice sunt frecvente în practica tehnică, acolo unde caracterul aproximativ (subiectiv) al citirilor pe nomograme nu duce la o imprecizie de calcul inacceptabilă.